# Обертсхаузен
Обертсхаузен (на немски: Obertshausen) е град, както и община в Германия, разположен в окръг Офенбах, провинция Хесен. Намира се на около 122 метра надморска височина. Населението на града към 31 декември 2020 г. е 24 977 души.